# 160013 Elbrus
160013 Elbrus è un asteroide della fascia principale. Scoperto nel 1973, presenta un'orbita caratterizzata da un semiasse maggiore pari a 3,2427897 UA e da un'eccentricità di 0,2934999, inclinata di 0,07005° rispetto all'eclittica.
L'asteroide è dedicato all'omonima montagna nella catena russa del Caucaso.